# Indusium
Das Indusium oder der Schleier ist bei Farnen ein dünnes Blatthäutchen, das den Sorus (eine Ansammlung von Sporangien, in denen die Sporen reifen) bedeckt. Bei Sporenreife schrumpft das Indusium und fällt ab.
Die Form oder Anwesenheit des Indusiums ist ein wichtiges Merkmal beim Bestimmen von Farngattungen oder Farnfamilien.

## Galerie

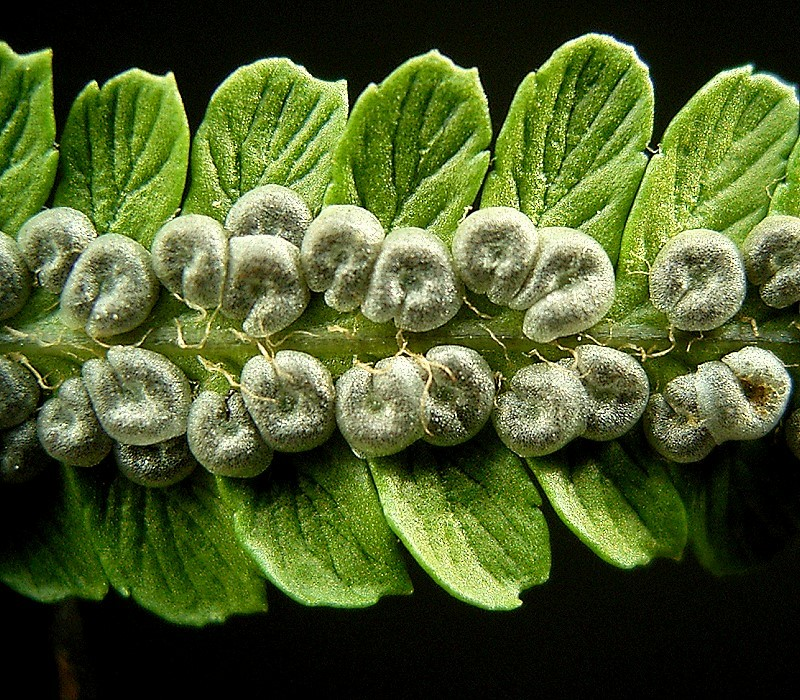
Junges Blättchen des Echten Wurmfarns mit von Indusien bedeckten Sori
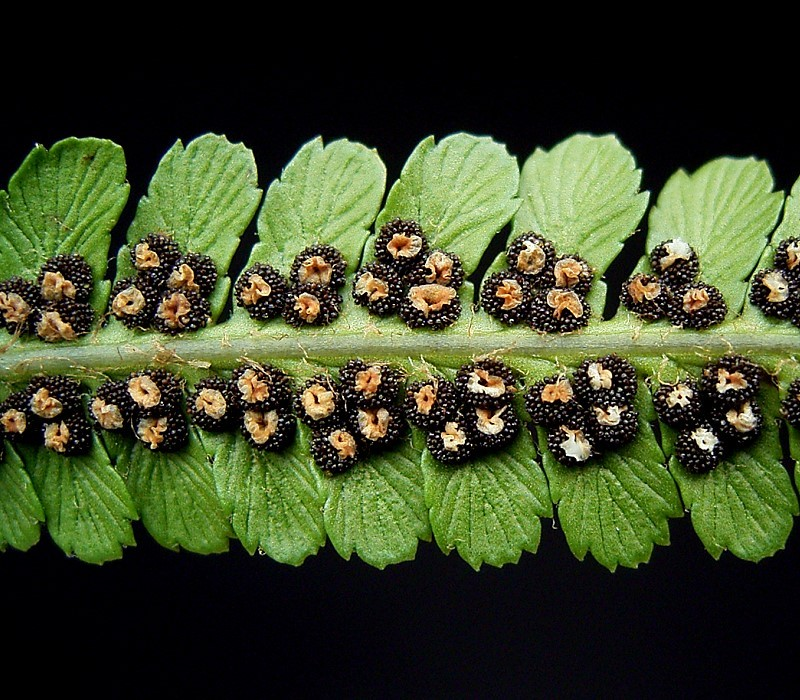
Blättchen mit reifen Sori: Die Indusien sind zerknittert, die Sporangien sichtbar